# Bellview Airlines
Bellview Airlines – nieistniejąca nigeryjska linia lotnicza z siedzibą w Lagos. Głównym węzłem jest port lotniczy Lagos. W 2009 r. linia zaprzestała wszelkiej działalności.